# Манскопф, Фридрих Николас
Фридрих Николас Манскопф (нем. Friedrich Nicolas Manskopf; 25 апреля 1869, Франкфурт-на-Майне, Висбаден, Гессен-Нассау, Пруссия — 2 июля 1928) — германский коллекционер.
Из семьи виноторговцев. Со школьной скамьи начал собирать концертные программки, портреты музыкантов, автографы и т. п. С особенной интенсивностью обратился к коллекционированию в ходе зарубежных поездок, в том числе во время пребывания в Лондоне (1889—1890) и Париже (1891—1893), в результате чего к 1894 г., когда Манскопф вернулся во Франкфурт-на-Майне, его коллекция насчитывала около 30 000 единиц. Манскопф превратил свой дом в частный музей, водил по нему экскурсии, устраивал персональные выставки, посвящённые таким музыкантам, как Моцарт, Бетховен, Паганини, Лист, Брамс, Верди, Карузо. Предметы из коллекции Манскопфа предоставлялись для участия в крупных международных выставках, посвящённых музыке и театру, — в частности, в 1896 г. в Париже, в 1897 г. в Бергамо, в 1900 г. в Лондоне.
После смерти Манскопфа его наследники передали коллекцию в собственность города Франкфурта. С 1947 г. она входит в фонд библиотеки Франкфуртского университета. К настоящему времени в коллекции находится около 12 500 фотографий музыкантов, около 4 900 отпечатанных гравюр, около 20 000 портретов, вырезанных из газет и журналов, около 1000 карикатур. Значительная часть коллекции представлена в оцифрованном виде на сайте библиотеки. В 1978 г. в библиотеке была проведена выставка, посвящённая Манскопфу и его коллекции, издан каталог.